# Louis Leon Thurstone
Pour les articles homonymes, voir Thurston.
Louis Leon Thurstone, né le 29 mai 1887 à Chicago et mort le 30 septembre 1955 à Chapel Hill, est un psychologue américain. Ses recherches pionnières portent sur dans les domaines de la psychologie expérimentale, particulièrement la psychométrie et la psychophysique. 

## Biographie
Il naît à Chicago, dans une famille suédoise qui retourne quelques années en Suède lorsqu'il a 8 ans, puis se réinstalle définitivement aux États-Unis en 1901, à Jamestown et change son nom suédois « Thunström » en Thurstone. Il entre à l'université Cornell, pour faire des études d'ingénieur, s'intéressant particulièrement à la photo. Lorsqu'il obtient son master d'ingénierie en 1912, il se voit proposer un stage d'assistant dans le laboratoire de Thomas A. Edison, à West Orange, dans le New Jersey. Il devient instructeur au collège d'ingénierie de l'université du Minnesota, puis reprend des études dans le département de psychologie de l'université de Chicago, tout en ayant un poste d'assistant, durant deux ans, au terme desquels, il obtient son doctorat (1917). Il enseigne au Carnegie Institute of Technology de 1920 à 1923, puis à Washington, à l'Institute for Government Research. Il rencontre Thelma Gwinn, alors étudiante en master de psychologie et l'invite à rejoindre son équipe. Lorsqu'il quitte Washington pour un poste de professeur de psychologie à l'université de Chicago, elle l'accompagne et s'inscrit en thèse à l'université. Il enseigne à Chicago de 1924 à 1952, puis il finit sa carrière comme directeur du laboratoire de psychométrie de l'université de Caroline du Nord à Chapel Hill (1952-1955). 

## Contributions
Il crée un laboratoire de psychométrie, au sein du département de sciences sociales de l'université et oriente ses recherches en psychométrie. Il établit plusieurs sortes de tests, notamment en partenariat avec son épouse Thelma G. Thurstone, il propose  le ACE Psychological Examination, pour les élèves en fin de cursus scolaire. Durant la Seconde Guerre mondiale, il crée des tests destinés à l'armée américaine. Durant les années d'après-guerre, il tient un séminaire chez lui. Lorsqu'il atteint l'âge institutionnel de la retraite , il reçoit une offre de l'université de Chapell Hill, pour créer un laboratoire de psychométrie, tandis que Thelma G. Thurstone est nommée professeure à la faculté d'éducation. 
Il a conçu un modèle de mesures connu sous le nom de « law of comparative judgment », et est renommé pour ses travaux sur l'analyse factorielle, appliquée à l'étude des capacités intellectuelles,. Charles Spearman a été le premier, notamment dans sa publication General Intelligence Objectively Determined and Measured à expliquer l'intelligence par l'existence d'un seul facteur général. La génération de chercheurs suivante, à laquelle appartient Thurstone, évoque quant à elle une explication multifactorielle. Thurstone a ainsi identifié un certain nombre de facteurs (compréhension verbale, capacité de calcul numérique, fluidité verbale...) et développé des tests pour les mesurer.
En économie, il est considéré comme un des précurseurs de l'économie expérimentale pour son expérience visant à éliciter[Quoi ?] les préférences des agents économiques publiée en 1931 dans The Journal of Social Psychology,.

## Vie privée
Il épouse Thelma G. Thurstone. Ils collaborent dans leurs recherches en psychologie.

## Publications
- The Nature of Intelligence, London: Routledge, 1924.
- (en) Louis Leon Thurstone, « The Indifference function », The Journal of Social Psychology, vol. 2,‎ 1931, p. 139-167
- The Vectors of Mind [Address of the President before the American Psychological Association, Chicago meeting, September, 1933], Psychological Review, 41, 1-32 [lire en ligne].
- Primary mental abilities, Chicago: University of Chicago Press, 1938.
- Multiple-Factor Analysis, Chicago:  University of Chicago Press, 1947.
- Factorial studies of intelligence, avec Thelma Gwinn Thurstone, Chicago: University of Chicago Press, 1941.

## Distinctions
- 1930 : président de la Midwestern Psychological Association
- 1933 : président de l'Association américaine de psychologie[8]
- 1938 : National Academy of Sciences
- 1936 : premier président de l'American Psychometric Society.
- 1954 : Docteur honoris causa de l'université de Göteborg